# Jesús Cabrero
Jesús Cabrero (Madrid, 30 gennaio 1965) è un attore spagnolo.

## Biografia
Nato a Madrid, Cabrero scoprì la sua vocazione da attore piuttosto tardi, all'età di trent'anni. Dopo essere entrato nella compagnia teatrale di sua sorella, Cabrero decise di intraprendere la strada della recitazione e lasciò il suo lavoro di meccanico per Iberia.
La notorietà di Cabrero si deve soprattutto alla sua partecipazione ad alcune delle più popolari serie televisive spagnole come Médico de familia e Compañeros. Fra il 2000 e il 2003 interpretò il ruolo del dottor Mario Quiroga nella fiction Hospital central; a questa partecipazione seguirono altri ruoli importanti nelle serie El comisario e Amar en tiempos revueltos.
Oltre alla tv, Cabrero ha lavorato anche al cinema e in teatro.

## Filmografia

### Cinema
- Amor de hombre (1997)
- Yerma (1998)
- Extraños (1999)
- Cupido in vena di scherzi (Km. 0), regia di Yolanda García Serrano e Juan Luis Iborra (2000)
- Diminutos del calvario (2001)
- Arachnid - Il predatore (2001)
- Tiempos de azúcar (2001)
- Sin vergüenza (2001)
- ¡Hasta aquí hemos llegado! (2002)
- Autopsia (2002)
- De bares (2006)
- El don de la duda (2006)
- El triunfo (2006)

### Televisione
- El día que me quieras (1994)
- Médico de familia (1995)
- Canguros (1996)
- Más que amigos (1997)
- Compañeros (1998-1999)
- Todos los hombres sois iguales (1997)
- Periodistas (1998)
- Una de dos (1998)
- Al salir de clase (1999)
- Hospital central (2000-2003)
- De moda (2004)
- El Comisario (2004-2005)
- Obsesión (2005)
- Amar en tiempos revueltos (2007-2009)